# Porta Maggiore (Bologne)
Pour l’article homonyme, voir Porta Maggiore de Rome.
La Porta Maggiore, connue sous le nom de Porta Mazzini, était la porte principale de l'ancienne enceinte médiévale de la ville de Bologne, en Italie.

## Histoire

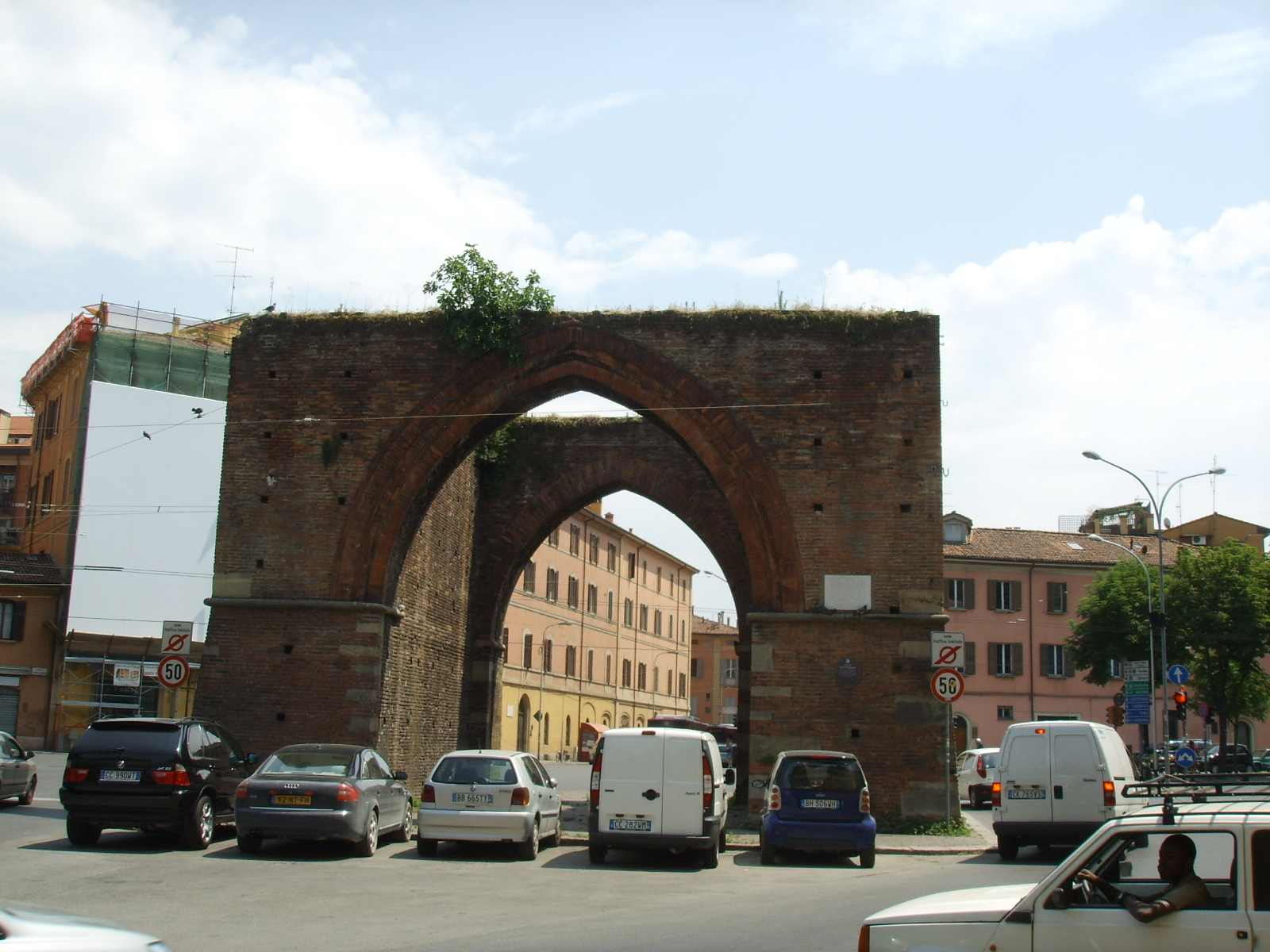
Porta Maggiore

D'abord érigée au XIIIe siècle, c'est ensuite en 1507, sous le pape Jules II, qu'une nouvelle fortification a été ajoutée. Au XVIIe siècle, des portiques ont été construits à l'église-sanctuaire de Santa Maria Lacrimosa degli Alemans, située plus bas Via Mazzini. En 1770, le portail a été partiellement reconstruit sur les dessins de Giovanni Giacomo Dotti. En 1903, la porte était presque complètement démontée, mais un débat féroce a arrêté les travaux, et rapidement conduit à la conservation et à la restauration du monument. D'autres restaurations ont eu lieu en 2007 et 2009
Neuf des douze portes originales subsistent des anciens remparts (Cerchia del Mille) de Bologne. Parmi elles, la Porta Maggiore (ou Mazzini), la Porta Castiglione, la Porte San Felice, la Porta delle Lame, la Porta Galliera, la Porta Mascarella, la Porta San Donato, la Porte Saragozza et la Porta San Vitale. 